# Chanteloup (Ille-et-Vilaine)
Chanteloup é uma comuna francesa na região administrativa da Bretanha, no departamento de Ille-et-Vilaine. Estende-se por uma área de 17,53 km². Em 2010 a comuna tinha 1 844 habitantes (densidade: 105,2 hab./km²).